# Crécy-sur-Serre
Crécy-sur-Serre ist eine französische Gemeinde mit 1.487 Einwohnern (Stand: 1. Januar 2022) im Département Aisne der Region Picardie. Sie gehört zum Arrondissement Laon und zum Kanton Marle.

## Geographie
Die Gemeinde Crécy-sur-Serre liegt etwa zehn Kilometer nördlich von Laon an der Mündung der Souche in die Serre. Nachbargemeinden von Crécy-sur-Serre sind Pargny-les-Bois im Norden, Bois-lès-Pargny im Norden und Nordosten, Mortiers im Osten, Chalandry im Südosten und Süden, Chéry-lès-Pouilly im Süden, Pouilly-sur-Serre im Südwesten und Westen sowie Montigny-sur-Crécy im Westen und Nordwesten.

## Bevölkerungsentwicklung
| Jahr                       | 1962 | 1968 | 1975 | 1982 | 1990 | 1999 | 2006 | 2013 | 2021 |
| Einwohner                  | 1691 | 1598 | 1594 | 1700 | 1542 | 1550 | 1488 | 1485 | 1503 |
| Quellen: Cassini und INSEE |      |      |      |      |      |      |      |      |      |

## Sehenswürdigkeiten
- Kirche Saint-Martin aus dem 16. Jahrhundert
- Turm oder Beffroi von Crécy
- Häuser aus dem 17. Jahrhundert

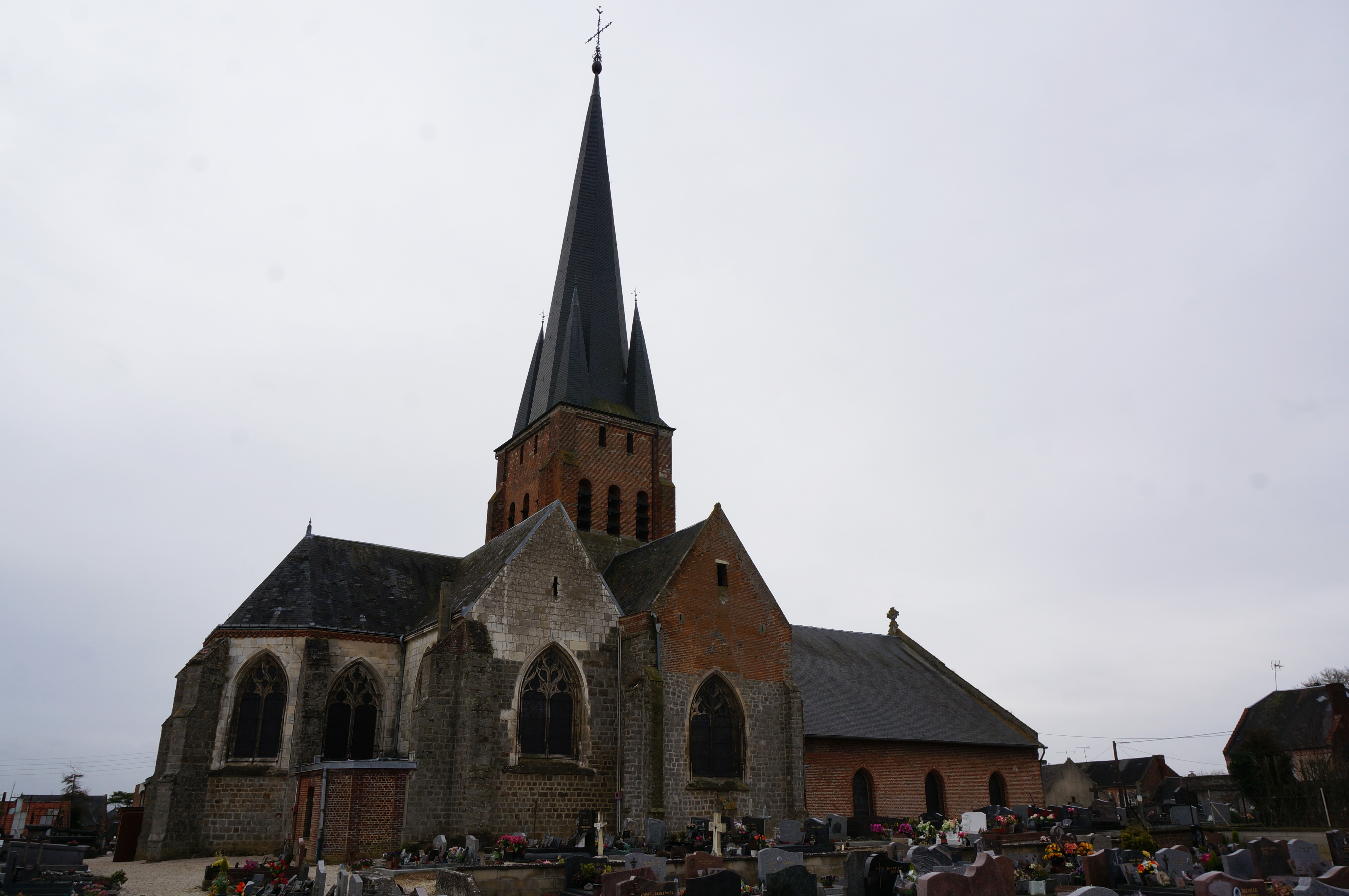
Kirche Saint-Martin
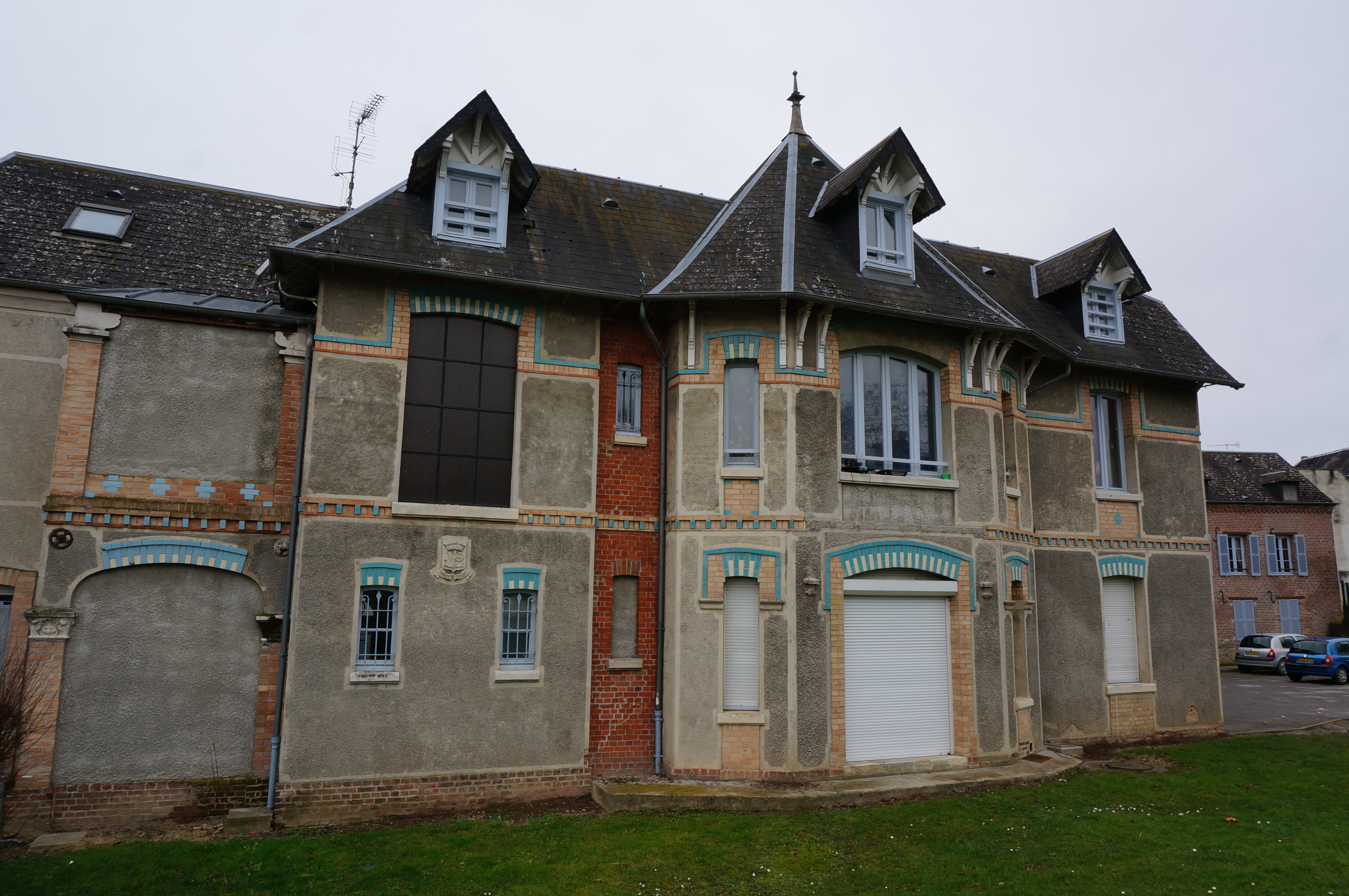
Art-déco-Haus
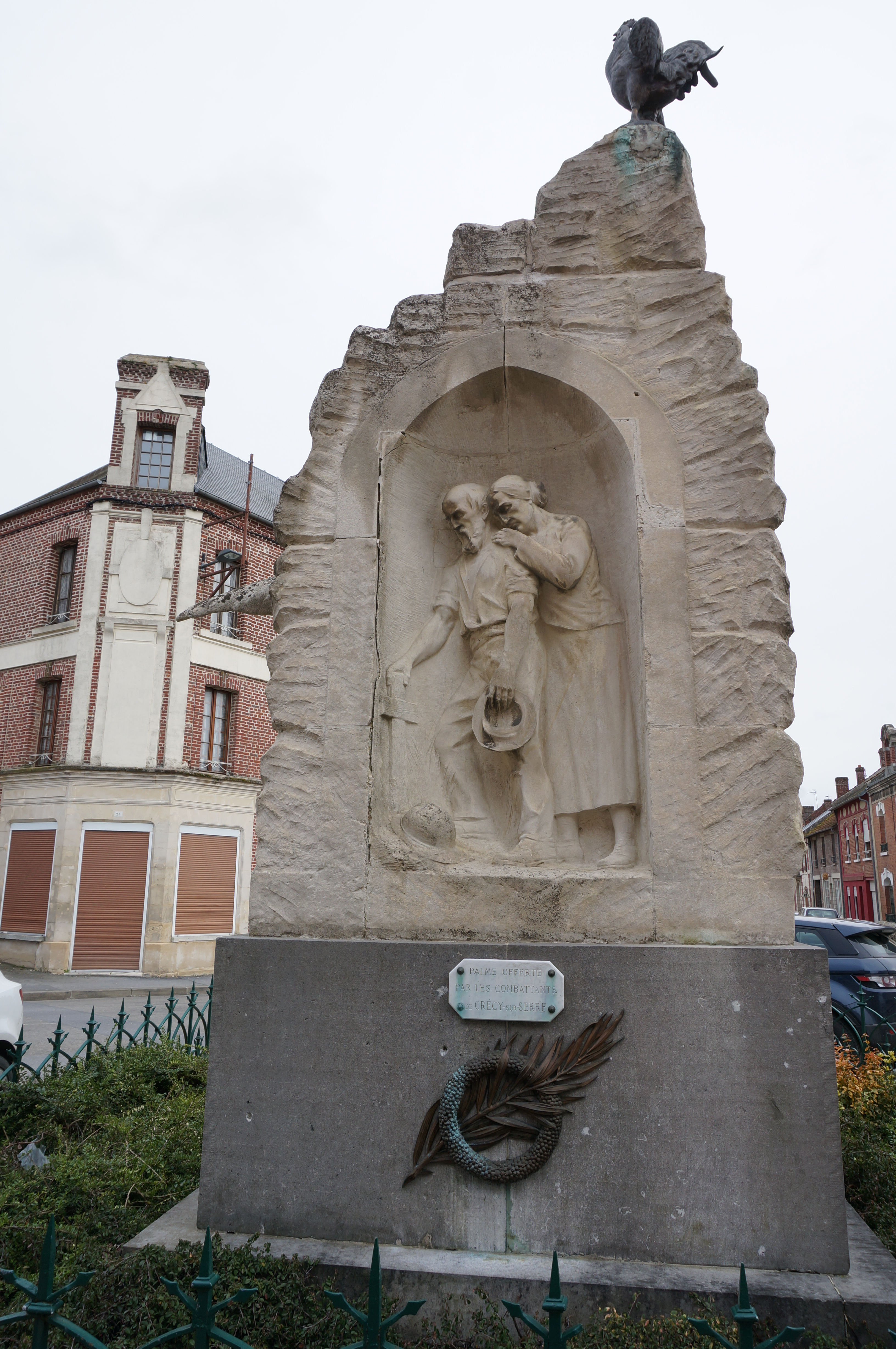
Gefallenendenkmal